# Asano Takuma
Asano Takuma (浅野 拓磨 (Thiển-Dã Thác-Ma) sinh ngày 10 tháng 11 năm 1994) là một cầu thủ bóng đá chuyên nghiệp người Nhật Bản hiện đang thi đấu ở vị trí tiền đạo cho câu lạc bộ La Liga Mallorca và đội tuyển bóng đá quốc gia Nhật Bản.

## Sự nghiệp câu lạc bộ

### Sanfrecce Hiroshima
Asano thi đấu cho câu lạc bộ Sanfrecce Hiroshima từ năm 18 tuổi. Anh ra sân tổng cộng 86 trận và ghi được 23 bàn thắng trong 4 mùa giải tại câu lạc bộ. Và giúp đội bóng giành chức vô địch J1 League 2 lần (mùa giải 2013 và 2015). Asano nhận danh hiệu Tân binh J.League của năm vào năm 2015..

### Arsenal
Vào ngày 3 tháng 7 năm 2016, Asano ký hợp đồng chuyển đến chơi bóng tại câu lạc bộ Arsenal. Huấn luyện viên Arsène Wenger ca ngợi anh là "tiền đạo trẻ rất có tài năng". Tuy nhiên Asano bị từ chối cấp giấy phép lao động cho tại Premier League và phải chuyển đến chơi tại câu lạc bộ VfB Stuttgart tại giải 2. Bundesliga dưới dạng cho mượn.

### VfB Stuttgart
Ngày 26 tháng 8 năm 2016, Asano được cho mượn tại câu lạc bộ VfB Stuttgart cho đến khi kết thúc mùa giải với điều khoản có thể mượn thêm một năm nữa.

### Partizan
Ngày 1 tháng 8 năm 2019, Asano chuyển đến Serbia thi đấu cho Partizan sau khi chính thức rời Arsenal.
Tại Partizan, anh có tổng cộng 22 bàn thắng qua 56 trận đấu.

### VfL Bochum
Ngày 23 tháng 6 năm 2021, câu lạc bộ Đức VfL Bochum thông báo đã có được chữ ký của Asano theo dạng chuyển nhượng tự do.
Ngày 2 tháng 4 năm 2022, Asano lập cú đúp giúp Bochum đánh bại TSG 1899 Hoffenheim 2-1 tại vòng 28 Bundesliga.

## Sự nghiệp đội tuyển quốc gia
Ngày 7 tháng 5 năm 2015, huấn luyện viên Vahid Halilhodžić của Nhật Bản lần đầu gọi anh lên đội tuyển quốc gia.. Ngày 23 tháng 7 năm 2015, Asano được gọi là một lần nữa để chuẩn bị cho Cúp bóng đá Đông Á 2015. Asano ghi bàn thắng đầu tiên của mình cho đội tuyển vào ngày 3 tháng 6 năm 2016 tại Kirin Cup trong chiến thắng 7-2 trước Bulgaria.
Tháng 3 năm 2018, huấn luyện viên Vahid Halilhodžić quyết định không triệu tập Asano và Ideguchi Yosuke cho các trận đấu giao hữu chuẩn bị cho World Cup 2018 với Mali và Ukraine do không có nhiều cơ hội thi đấu ở câu lạc bộ dù cả hai đã có nhiều đóng góp cho đội tuyển Nhật Bản tại vòng loại World Cup 2018. Vào tháng 5 năm 2018, Asano có tên trong đội hình sơ bộ ban đầu của Nhật Bản nhưng bị loại khỏi đội hình chính thức sau cùng tham dự World Cup 2018.
Ngày 1 tháng 11 năm 2022, Asano có tên trong danh sách 26 cầu thủ Nhật Bản tham dự FIFA World Cup 2022. Ngày 23 tháng 11, trong trận mở màn chiến dịch World Cup 2022 của Nhật Bản tại bảng E gặp đội tuyển Đức, Asano vào sân từ phút 57 toả sáng với pha tăng tốc phá bẫy việt vị, vượt qua Nico Schlotterbeck rồi thoát xuống dứt điểm từ góc hẹp, ấn định tỷ số 2-1 ở phút 83 cho Nhật Bản.

## Thống kê

### Câu lạc bộ
Tính đến 15 tháng 12 năm 2019.
| Câu lạc bộ          | Mùa giải            | Giải quốc nội       | Giải đấu1 | Giải đấu1 | Cúp  | Cúp | League Cup | League Cup | Châu lục | Châu lục | Khác2 | Khác2 | Tổng cộng | Tổng cộng |
| Câu lạc bộ          | Mùa giải            | Giải quốc nội       | Trận      | Bàn       | Trận | Bàn | Trận       | Bàn        | Trận     | Bàn      | Trận  | Bàn   | Trận      | Bàn       |
| ------------------- | ------------------- | ------------------- | --------- | --------- | ---- | --- | ---------- | ---------- | -------- | -------- | ----- | ----- | --------- | --------- |
| Sanfrecce Hiroshima | 2013                | J1 League           | 1         | 0         | 5    | 0   | 0          | 0          | 0        | 0        | 0     | 0     | 6         | 0         |
| Sanfrecce Hiroshima | 2014                | J1 League           | 11        | 0         | 0    | 0   | 2          | 0          | 6        | 0        | 1     | 1     | 20        | 1         |
| Sanfrecce Hiroshima | 2015                | J1 League           | 34        | 9         | 5    | 4   | 5          | 4          | 0        | 0        | 4     | 1     | 48        | 18        |
| Sanfrecce Hiroshima | 2016                | J1 League           | 14        | 4         | 0    | 0   | 0          | 0          | 4        | 3        | 1     | 1     | 19        | 8         |
| Sanfrecce Hiroshima | Tổng cộng           | Tổng cộng           | 60        | 13        | 10   | 4   | 7          | 4          | 10       | 3        | 6     | 3     | 93        | 27        |
| VfB Stuttgart       | 2016–17             | 2. Bundesliga       | 26        | 4         | 1    | 0   | —          | —          | —        | —        | —     | —     | 27        | 4         |
| VfB Stuttgart       | 2017–18             | Bundesliga          | 15        | 1         | 3    | 0   | —          | —          | —        | —        | —     | —     | 18        | 1         |
| VfB Stuttgart       | Tổng cộng           | Tổng cộng           | 41        | 5         | 4    | 0   | —          | —          | —        | —        | —     | —     | 45        | 5         |
| Hannover 96 (mượn)  | 2018–19             | Bundesliga          | 13        | 0         | 2    | 1   | —          | —          | —        | —        | —     | —     | 15        | 1         |
| Partizan            | 2019–20             | Serbian SuperLiga   | 23        | 4         | 4    | 2   | —          | —          | 10       | 3        | —     | —     | 37        | 9         |
| Partizan            | 2020–21             | Serbian SuperLiga   | 14        | 8         | 1    | 1   | —          | —          | 3        | 0        | —     | —     | 18        | 9         |
| Tổng cộng sự nghiệp | Tổng cộng sự nghiệp | Tổng cộng sự nghiệp | 155       | 30        | 21   | 7   | 7          | 4          | 23       | 6        | 6     | 3     | 212       | 49        |

### Bàn thắng quốc tế
| STT | Ngày                      | Địa điểm                                       | Số trận | Đối thủ    | Bàn thắng | Kết quả | Giải đấu                 |
| --- | ------------------------- | ---------------------------------------------- | ------- | ---------- | --------- | ------- | ------------------------ |
| 1   | ngày 3 tháng 6 năm 2016   | Sân vận động Toyota, Toyota, Nhật Bản          | 4       | Bulgaria   | 7–2       | 7–2     | Cúp Kirin 2016           |
| 2   | ngày 5 tháng 9 năm 2016   | Sân vận động Rajamangala, Bangkok, Thái Lan    | 7       | Thái Lan   | 2–0       | 2–0     | Vòng loại World Cup 2018 |
| 3   | ngày 31 tháng 8 năm 2017  | Sân vận động Saitama 2002, Saitama, Nhật Bản   | 12      | Úc         | 1–0       | 2–0     | Vòng loại World Cup 2018 |
| 4   | ngày 15 tháng 10 năm 2019 | Sân vận động Pamir, Dushanbe, Tajikistan       | 19      | Tajikistan | 3–0       | 3–0     | Vòng loại World Cup 2022 |
| 5   | ngày 30 tháng 3 năm 2021  | Fukuda Denshi Arena, Chiba, Nhật Bản           | 24      | Mông Cổ    | 12–0      | 14–0    | Vòng loại World Cup 2022 |
| 6   | ngày 15 tháng 6 năm 2021  | Sân vận động Panasonic Suita, Suita, Nhật Bản  | 28      | Kyrgyzstan | 5–0       | 5–0     | Vòng loại World Cup 2022 |
| 7   | ngày 2 tháng 6 năm 2022   | Sapporo Dome, Sapporo, Nhật Bản                | 36      | Paraguay   | 1–0       | 4–1     | Cúp Kirin 2022           |
| 8   | ngày 23 tháng 11 năm 2022 | Sân vận động Quốc tế Khalifa, Al Rayyan, Qatar | 38      | Đức        | 2–1       | 2–1     | World Cup 2022           |
| 9   | ngày 9 tháng 9 năm 2023   | Volkswagen Arena, Wolfsburg, Đức               | 45      | Đức        | 3–1       | 4–1     | Giao hữu                 |

## Danh hiệu

### Câu lạc bộ
Sanfrecce Hiroshima
- J1 League: 2013, 2015
- Siêu cúp Nhật Bản: 2013, 2014, 2016

### Quốc tế
U-23 Nhật Bản
- Giải vô địch bóng đá U-23 châu Á: 2016

### Cá nhân
- Tân binh J-League của năm: 2015